# Atakpamé
Atakpamé – miasto w środkowym Togo. Jest ośrodkiem administracyjnym regionu Plateaux. Położone jest około 150 km na północ od stolicy kraju, Lomé. W spisie ludności z 6 listopada 2010 roku liczyło 69 261 mieszkańców.

## Charakterystyka
Atakpamé jest ośrodkiem handlowym w regionie uprawy bawełny, zbóż i kakaowca. W mieście działają oczyszczalnie bawełny oraz elektrownia cieplna.

## Miasta partnerskie
- Niort (od 4 maja 1958 roku)[3]